# Kepler-421 b
Kepler-421 b est une planète de masse similaire à Uranus en orbite autour de l'étoile Kepler-421. Kepler-421 b, bien qu'étant située sur une orbite relativement large d'une période d'un peu plus de 700 jours terrestres, transite devant son étoile, et c'est d'ailleurs grâce à cela que le télescope spatial Kepler a permis aux astronomes de la découvrir. À sa découverte, annoncée le 17 juillet 2014, il s'agit de la planète transitant devant son étoile avec la plus longue période orbitale.

## Découverte
Kepler-421 b a été découverte grâce aux observations réalisées par le télescope spatial Kepler. La planète a été officiellement annoncée le 17 juillet 2014 dans un article publié par David Kipping, du Harvard-Smithsonian Center for Astrophysics (CfA), et dix de ses collègues. Selon Kipping, « trouver Kepler-421 b a été un coup de chance », car « plus une planète est loin de son étoile, moins elle est susceptible de transiter devant l'étoile, du point de vue de la Terre. Elle doit s'aligner parfaitement »,. Étant donné la longue période de la planète, le télescope Kepler n'a détecté que deux transits de la planète au cours de ses quatre années d'observations.

## Caractéristiques

### Étoile
Kepler-421 b orbite autour de Kepler-421, une étoile orange (type spectral K) située à environ 1 000 années-lumière de la Terre dans la constellation de la Lyre.

### Caractéristiques orbitales
Avec une période orbitale de 704 jours terrestres, il s'agit à la date de sa découverte de la planète transitant devant son étoile avec l'année la plus longue. Cette période est comparable à celle de Mars autour du Soleil, laquelle est de 780 jours. La plupart des plus de 1 800 exoplanètes alors annoncées ont des périodes bien plus courtes, en particulier en ce qui concerne celles transitant devant leur étoile.
La planète est située à 180 millions de kilomètres de son étoile. Étant donné que Kepler-421 est une étoile plus froide et donc moins lumineuse que notre étoile, Kepler-421 b se situe au-delà de la ligne des glaces. Comme le rappelle David Kipping, « la ligne des glace est une distance cruciale dans la théorie de la formation des planètes. Nous pensons que toutes les géantes gazeuses ont dû se former au-delà de cette distance »,. Kepler-421 b pourrait donc s'être formée dans la région où elle orbite actuellement sans avoir migré depuis une autre orbite, contrairement aux géantes trouvées plus près de leur étoile : comme le dit Kipping, « il s'agit du premier exemple d'une géante gazeuse n'ayant potentiellement pas migré dans un système en transit que nous avons trouvée »,.

### Caractéristiques physiques

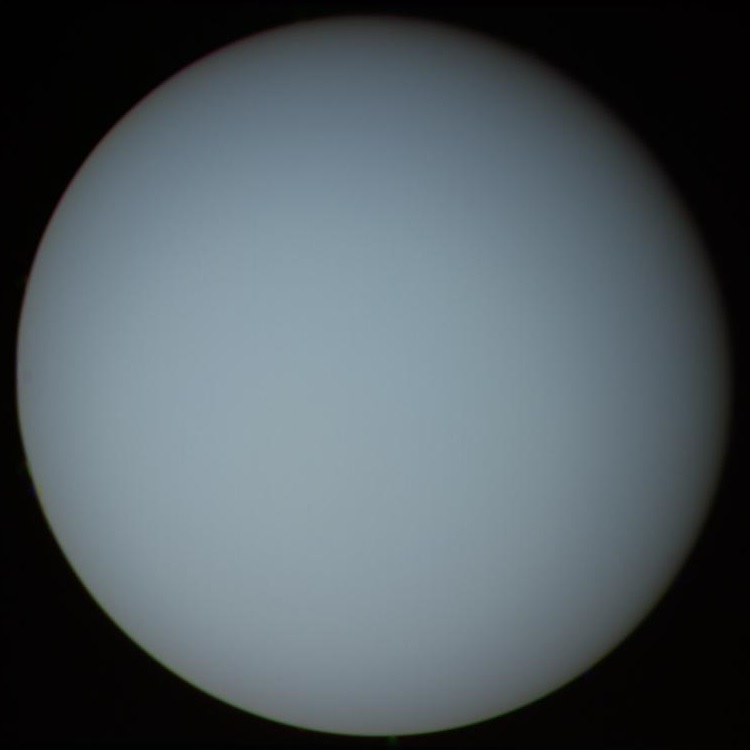
Uranus, vue par Voyager 2 en 1986.

Kepler-421 b a une taille comparable à celle d'Uranus. La température à la surface de Kepler-421 b est estimée à environ 180 kelvins (−95 à −90 °C).